# Thelypteris rivularioides
Thelypteris rivularioides là một loài thực vật có mạch trong họ Thelypteridaceae. Loài này được (Fée) Abbiatti miêu tả khoa học đầu tiên năm 1958.